# راسم بالاييف
راسم أحمد اوغلى بالاييف (بالأذرية: Rasim Balayev) الممثل الأذربيجاني وفنان الشعب في جمهورية أذربيجان (1982). حاصل على وسامين وسام شهرة (أذربيجان) (1998) ووسام "شرف" (2018).

## حياته
ولد راسم أحمد أوغلو بالاييف في 8 أغسطس 1948 في منطقة آغسو. من سن 15 - 16، شارك في العروض المسرحية. في عام 1969 تخرج من معهد الدولة الأذربيجاني للفنون. جاءت أول تجربته في الفيلم على الشاشة الكبيرة مع دور قصير في فيلم «النجوم لا تموت».
- لعب دور البطولة في الأدوار القيادية في أكثر من 60 فيلماً الأذربيجانية. حصل راسم بالاييف على شهرة بعد دوره في ثلاثة أفلام والمشاركة في اثنين من المهرجانات السينمائية: المهرجان السوفيتي السابع في باكو والمهرجان الدولي الثالث في طشقند حيث حصل على جائزة أفضل ممثل والعديد من المقترحات عن الأدوار الرئيسية في الأفلام المستقبلية.
- من بين أشهر عروضه هي في أفلام «نسيمى» (حول شاعر نسيمى) و«بابك» و«دده قورقود» و«حياة جاويد».

## الجوائز
- وسام شهرة (أذربيجان) - 25 مايو عام 1998
- وسام "شرف" - 22 مايو عام 2018
- فنان الشعب للجمهورية الأذربيجانية الاشتراكية السوفيتية (1982).
- جائزة الدولة للجمهورية الأذربيجانة الاشتراكية السوفيتية (1986).
- جائزة «شرف اوردنى» (ميدالية الشرف) لخدمته في تطوير السينما الأذربيجانية (1988).

## فيلموغرافيا
- 1.	السفر مئة والأول (فيلم، 1974)
- 2.	العمل برقم سبع مائة وسبع وسبعين (فيلم، 1992)
- 3.	عيد ميلاد (فيلم، 1977)
- 4.	اسمها كونشلي (فيلم، 1992)
- 5.	أكمام أفروديت (فيلم، 1987)
- 6.	الولد مع حصان ابيض (فيلم، 1995)
- 7.	الليالى البيضاء والسوداء (فيلم، 1995)
- 8.	اكاديميك يوسف محمد علييف (فيلم، 2005)
- 9.	الفعل والحقيقة (فيلم، 1978)
- 10.	السفر الشخصية لمستشفى ألمانيا (فيلم، 1988)
- 11. الطرق الناري (اوزبك فيلم، 1977-1984)
- 12. شهادة (فيلم، 1986)

## روابط خارجية
- راسم بالاييف على موقع IMDb (الإنجليزية)
- راسم بالاييف على موقع قاعدة بيانات الفيلم (الإنجليزية)
- راسم بالاييف على موقع كينوبويسك (الروسية)